# ليام ميلر
ليام ميلر (بالإنجليزية: Liam Miller)‏ (مواليد 13 فبراير 1981 في كورك، جزيرة أيرلندا - الوفاة 9 فبراير 2018)، كان لاعب كرة قدم أيرلندي كان يلعب كلاعب وسط. لعب خلال مسيرته 346 مباراة سجل خلالها 19 هدفاً. لعب في نادي مانشستر يونايتد لموسمين (2004 -2006) ولكنه لم يوفق كثيراً حيثُ شارك بـ9 مباريات فقط خلال الموسمين.

## المسيرة الاحترافية

### أندية لعب لها
- نادي سلتيك
- آرهوس جمناستيك فورينينغ
- مانشستر يونايتد
- ليدز يونايتد
- نادي سندرلاند
- كوينز بارك رينجرز
- نادي هيبرنيان
- نادي برث غلوري
- نادي بريزبان رور
- نادي ملبورن سيتي
- نادي كورك سيتي

## روابط خارجية
- ليام ميلر على موقع الاتحاد الدولي (مؤرشف)  (الإنجليزية)
- ليام ميلر على موقع قاعدة بيانات كرة القدم.إي يو (الإنجليزية)
- ليام ميلر على موقع ناشيونال فوتبول تيمز (الإنجليزية)
- ليام ميلر على موقع Soccerbase.com (لاعب) (الإنجليزية)
- ليام ميلر على موقع Soccerway.com (الإنجليزية)
- ليام ميلر على موقع عالم كرة القدم.نت (الإنجليزية)